# هات موبایل
فروشگاه هات موبایل (به انگلیسی hot mobile store) فروشنده موبایل و لوازم جانبی در ایران است.

## تاریخ
مجموعه «هات موبایل» با تکیه بر ۱۳ سال تجربه در زمینه توزیع و فروش عمده تلفن همراه و اکسسوری، فعالیت خود را در مهرماه سال 1402 بصورت رسمی در بازار ایران، تحت نام شرکت آماج کهن ایرانیان آغاز کرد. البته پیش از این نیز از سال 1391 با حضور در بازار موبایل، به کسب تجربه پرداخته است. حمایت از تولید داخلی همواره از فعالیت های این شرکت بوده است.
1. ↑  «دربارهٔ ما». هات موبایل. دریافت‌شده در ۲۰۲۵-۰۴-۱۲.

- مشارکت‌کنندگان ویکی‌پدیا. «هات موبایل». در دانشنامهٔ ویکی‌پدیای فارسی، بازبینی‌شده در ۱۲ آپریل ۲۰۲۵.